# لوكو (لاعب كرة قدم)
مانويل أنتونيو كانغي «لوكو» (بالبرتغالية: Manuel Antonio Cange‏)، من مواليد 25 ديسمبر 1984 في لواندا في أنغولا، لاعب كرة قدم أنغولي.
بدأ مسيرته الكروية مع نادي بنفيكا لواندا في عام 2003، وفي عام 2004 انتقل إلى نادي بيترو أتلتيكو، في عام 2005 انتقل إلى نادي بنفيكا لواندا، ومنذ عام 2006 وهو يلعب مع نادي بريميرو دو أغوستو.
منذ عام 2003 وهو يلعب مع منتخب أنغولا لكرة القدم.

## روابط خارجية
- مانويل كانغي على موقع الاتحاد الدولي (مؤرشف)  (الإنجليزية)
- مانويل كانغي على موقع قاعدة بيانات كرة القدم.إي يو (الإنجليزية)
- مانويل كانغي على موقع ناشيونال فوتبول تيمز (الإنجليزية)